# Prochilodus
Prochilodus es un género de peces de agua dulce, de la familia Prochilodontidae, que incluye también los géneros Ichthyoelephas y Semaprochilodus, cuyas especies anteriormente fueron incluidas en Prochilodus.

## Especies
FishBase registra las siguientes especies en este género:
- Prochilodus argenteus Spix & Agassiz, 1829
- Prochilodus brevis Steindachner, 1875
- Prochilodus britskii Castro, 1993
- Prochilodus costatus Valenciennes, 1850
- Prochilodus hartii Steindachner, 1875
- Prochilodus lacustris Steindachner, 1907
- Prochilodus lineatus (Valenciennes, 1837)
- Prochilodus magdalenae Steindachner, 1879
- Prochilodus mariae Eigenmann, 1922
- Prochilodus nigricans Spix & Agassiz, 1829
- Prochilodus reticulatus Valenciennes, 1850
- Prochilodus rubrotaeniatus Jardine, 1841
- Prochilodus vimboides Kner, 1859